# Ricardo Viñes

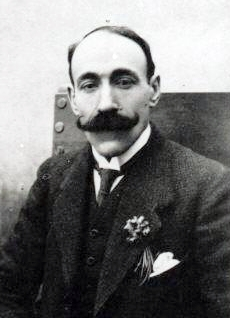
Ricardo Viñes, 1919

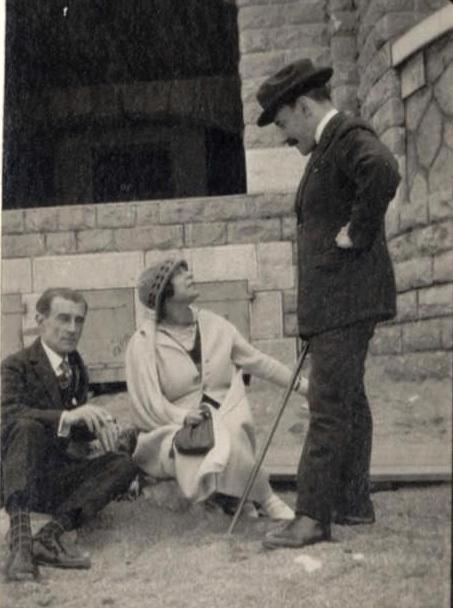
Maurice Ravel, Hélène Jourdan, Ricardo Viñes 1923

Ricardo Viñes, eigentlich Ricard Viñes i Roda, (* 5. Februar 1875 in Lleida; † 29. April 1943 in Barcelona) war ein spanischer Pianist. Er studierte am Pariser Konservatorium bei Charles-Wilfred de Bériot. Viñes gilt als Vertreter der Katalanischen Pianistenschule.

## Werk
Er spielte zahlreiche Uraufführungen zeitgenössischer französischer, spanischer und südamerikanischer Komponisten wie Debussy (Images, Estampes, L’Isle Joyeuse), Maurice Ravel (Menuet antique, Pavane pour une infante défunte, Jeux d’eau, Miroirs, Gaspard de la nuit), Satie, Manuel de Falla (Noches en los jardines de España), Isaac Albéniz, Federico Mompou, Xavier Montsalvatge (Quatre diàlegs amb el piano), Joaquín Rodrigo (A l’obre de Torre Bermeja), Carlos Pedre, Juan José Castro und Heitor Villa-Lobos.
In Lleida wurde die Plaza Ricardo Viñes vom katalanischen Architekturbüro Miralles Tagliabue EMBT neu gestaltet.